# パラタ航空
パラタ航空（朝: 파라타항공, 英: PARATA AIR）は、大韓民国江原特別自治道襄陽郡に本拠をおく格安航空会社(LCC)である。

## 概要
2016年4月12日、江原道などの出資により、フライ・ヤンヤン（朝: 플라이양양）として会社が設立された。格安航空会社(LCC)ではなく、TCC（Tourism Convergence Carrier, 観光融合航空会社）を目指している。
2017年2月、9月に航空運送事業申請をするが、認可されなかった。
2018年4月1日、フライ・ガンウォン(Fly Gangwon)に社名を変更した。
2019年3月5日、国土交通部より航空輸送事業免許を取得した。同年10月28日、国土交通部より航空運送事業許可(AOC)を取得した。同年11月22日、襄陽 - 済州間に就航した。同年12月26日、襄陽 - 台北間の国際定期路線に就航した。
しかし、新型コロナウィルスの影響で、2020年2月には台北線、クラーク線は一時運休となり、済州線は減便を余儀なくされている。
以降も資金難で厳しい経営が続いており、リース料の滞納により保有機材の返却、それに伴う間引き運航、さらに保有する2機のうち1機が機材整備の問題により使えなくなり、2023年5月3日以降国際線全便が一時運休することになった。5月20日には経営難から国内線の運航も全面中断し事実上シャットダウン状態となり、最終的に会社更生手続きを申請することを決めた。LCCの経営破綻は2021年のイースター航空以来となる。
スポンサー企業の公開入札は難航していたが、2024年5月31日、ソウル回生法院はスポンサー企業として中堅家電メーカーのWINIXを決定した。同年7月23日、ソウル回生法院は同社が提出した会社更生計画を認可した。
WINIXは、社名をパラタ航空（PARATA AIR）に変更し再就航に向けた準備を開始したが、地元江原道では、WINIXが収益性から拠点空港を襄陽国際空港から移転するのではないかと懸念されている。
2024年10月21日、江原道は就航当時約束した襄陽国際空港を拠点空港として使用する協定を履行しなかったとして、道に納付された履行保証金20億ウォンのうち、16億ウォンを没収する決定をした。

## 就航地
全便運休中（2023年7月現在）
- 襄陽ー済州、成田、台北、ホーチミン、ハノイ、クラーク

2020年には東京/成田、大阪/関西、中部への就航も計画していたが、日韓関係の冷え込みを受けて、運航計画を1年延期した。
2022年10月12日、日本の国土交通省より外国人国際航空運送事業の経営許可を取得、10月30日より襄陽 - 成田間に週4便で就航した。2023年5月3日より長期運休となっている。
2025年8月以降に、機材受領後、パラタ航空として初の運航路線となる襄陽-済州線を開設し、その後も国内線でソウル/金浦-済州線、国際線で日本とベトナム路線を開設予定としている。さらに、2026年以降にはロサンゼルス、バンクーバーへの乗り入れも検討されている。

## 機材

### 保有機材
2025年7月27日にパラタ航空に社名変更後の初の機材として、エアバスA330-200型機1機を受領予定であったが、延期され、最終的に7月29日に受領した。今後はさらにA330-200を1機、エアバスA320-200を2機導入予定である。
| 機材             | 保有数 | 発注数 | 座席数 | 備考                        |
| ---------------- | ------ | ------ | ------ | --------------------------- |
| エアバスA330-200 | 1      | 1      | 不明   |                             |
| エアバスA320-200 | -      | 2      | 不明   | 初号機を2025年8月に受領予定 |
| 計               | 1      | 3      |        |                             |

### 退役機材
経営悪化と会社更生手続きにより、保有機はすべてリース会社へ返却されたため、2025年7月現在、保有機は1機もない。過去には下記の機材を保有していた。
- ボーイング737-800 5機
- エアバスA330-200 1機

2025年7月現在